# ۷ فوریه
۷ فوریه سی و هشتمین روز سال در گاه‌شماری میلادی است. ۳۲۷ روز (در سال‌های کبیسه ۳۲۸روز) تا پایان سال باقی‌است.

## زادروزها
- ۱۸۷۷ - گادفری هرلد هاردی، ریاضی‌دان انگلیسی
- ۱۹۶۰ - جیمز اسپیدر، بازیگر آمریکایی
- ۱۹۹۵ - فرح الهادی، بازیگر کویتی.[۱]

## درگذشت‌ها
- ۱۹۷۱ – دوگلاس کادوالادر، گلف‌باز اهل ایالات متحده آمریکا (ز. ۱۸۸۴)